# Marco Antonio Zenón
Marco Antonio Zenón (en latín: Marcus Antonius Zeno) fue un senador romano que vivió en el siglo II, y desarrolló su cursus honorum bajo los reinados de Adriano, Antonino Pío, y Marco Aurelio. 

## Carrera
A través de diplomas militares, algunos de ellos fechados el 9 de octubre del año 148, está documentado que Zenón fue cónsul sufecto en el año 148 junto con Gayo Fabio Agripino. Asumiendo el cargo el 1 de octubre de ese mismo año. Además, los dos cónsules también figuran en los Fasti Ostienses.